# Mikoyan-Gourevitch MiG-19
 (juin 2012).
Si vous disposez d'ouvrages ou d'articles de référence ou si vous connaissez des sites web de qualité traitant du thème abordé ici, merci de compléter l'article en donnant les références utiles à sa vérifiabilité et en les liant à la section « Notes et références ».
Le Mikoyan-Gourevitch MiG-19 (code OTAN : Farmer) est un avion de combat de troisième génération conçu par l'URSS. Biréacteur à ailes en flèches, il a été construit à plusieurs milliers d'exemplaires, principalement sous licence par la Chine, et largement exporté. Il s'agit du premier avion de production soviétique capable d'atteindre des vitesses supersoniques en vol horizontal.

## Conception

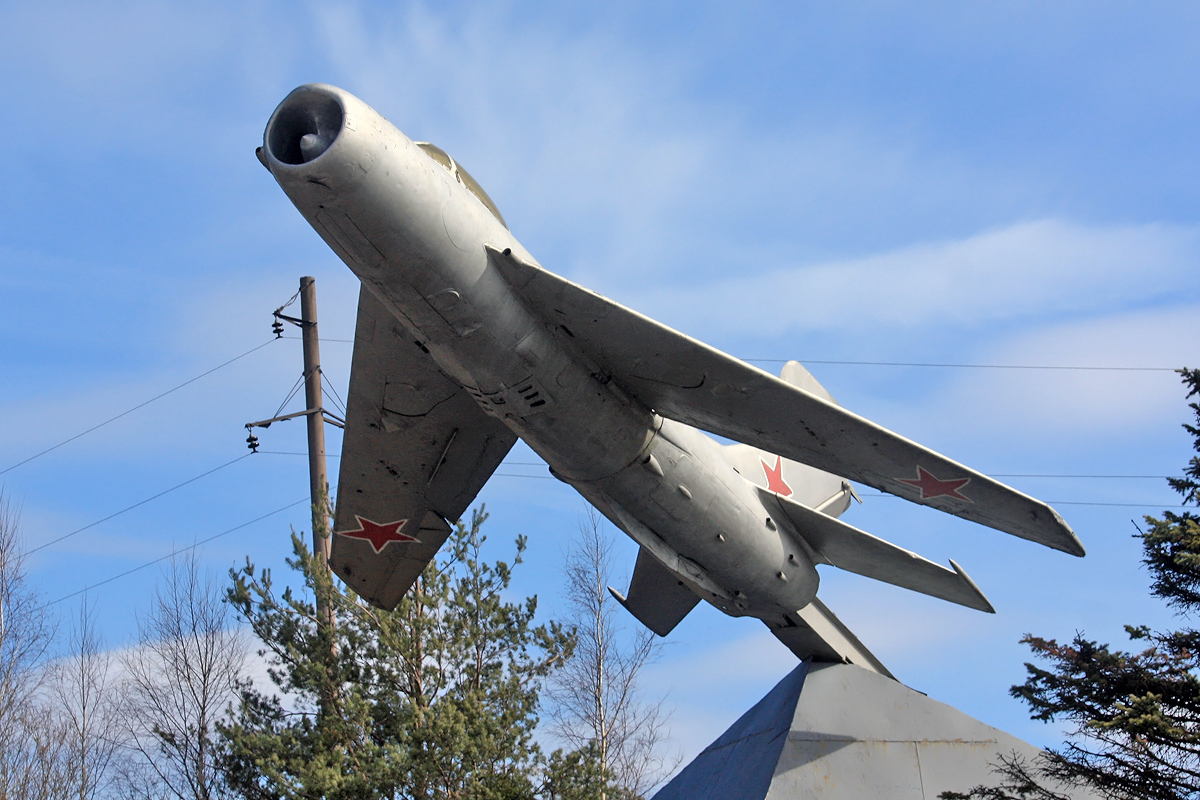
Un MiG-19 exposé dans la ville de Novgorod, en Russie.

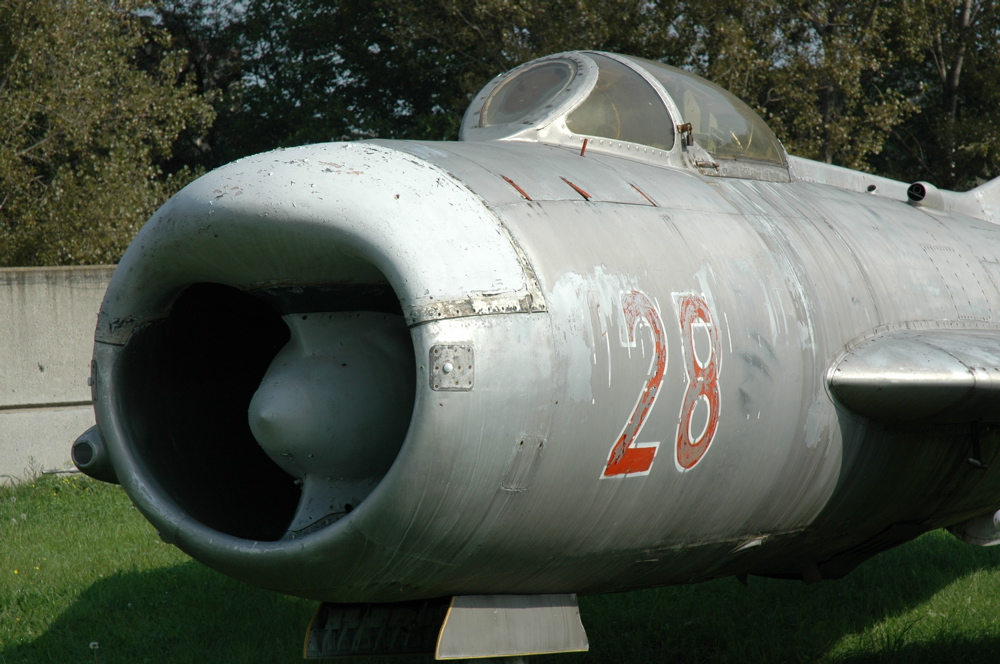
Gros plan sur l'entrée d'air d'un MiG-19PM, montrant les modifications pour l'ajout du radar.

Les travaux qui allaient donner naissance au MiG-19 se déroulèrent au début des années 1950,. Le premier vol du prototype eut lieu en septembre 1953, et l'avion afficha vite des performances prometteuses, atteignant notamment la vitesse de Mach 1,18,. La production commença en 1955, mais de gros problèmes furent vite découverts. En particulier, la chaleur dégagée par les turboréacteurs pouvait faire exploser un des réservoirs de carburant, placé dans le fuselage.
Dès 1956, la première série (Farmer A) fut remplacée par une version améliorée : le MiG-19S (Farmer C). Outre des modifications aérodynamiques, l'avion était armé de trois canons de 30 mm, au lieu des canons de 23 mm installés sur la première version. En parallèle, la version MiG-19P (Farmer B), équipée d'un radar mais avec un canon de moins, fut développée. La version suivante MiG-19PM (Farmer E) n'avait plus de canons, mais pouvait emporter quatre missiles air-air K-5M. Dans tous les cas, les divers problèmes de conception ou de fiabilité continuèrent à mécontenter les pilotes soviétiques, et le MiG-19 fut assez vite remplacé par le MiG-21 dans l'armée de l'air soviétique. Pourtant, en situation de combat aérien, l'avion était efficace et ses trois canons redoutables.
La Chine commença à produire le MiG-19 sous licence par Shenyang dans les années 1960, avec la désignation locale J-6. Le démarrage de la production fut long et difficile, en raison notamment d'événements comme le Grand Bond en avant et la Révolution culturelle, mais aussi de la rupture des relations avec l'URSS. Depuis, des milliers d'exemplaires ont été construits localement et exportés, et le J-6 équipe toujours l'armée de l'air chinoise. De nouvelles versions ont été conçues et produites sur place, en particulier une version biplace destinée à l'entraînement. Le MiG-19 a même été dérivé en avion d'attaque au sol, le Q-5 Fantan.
Le nombre de MiG-19 construits varie du simple au double suivant les sources. Il semble cependant certain que les Russes en aient construit environ 2 000 exemplaires et les Chinois environ 3 000, soit une production totale d'au moins 5 000 appareils. La Tchécoslovaquie a assemblé l'avion sous licence pour équiper son armée de l'air, sous la dénomination Avia S-105.

## Engagements

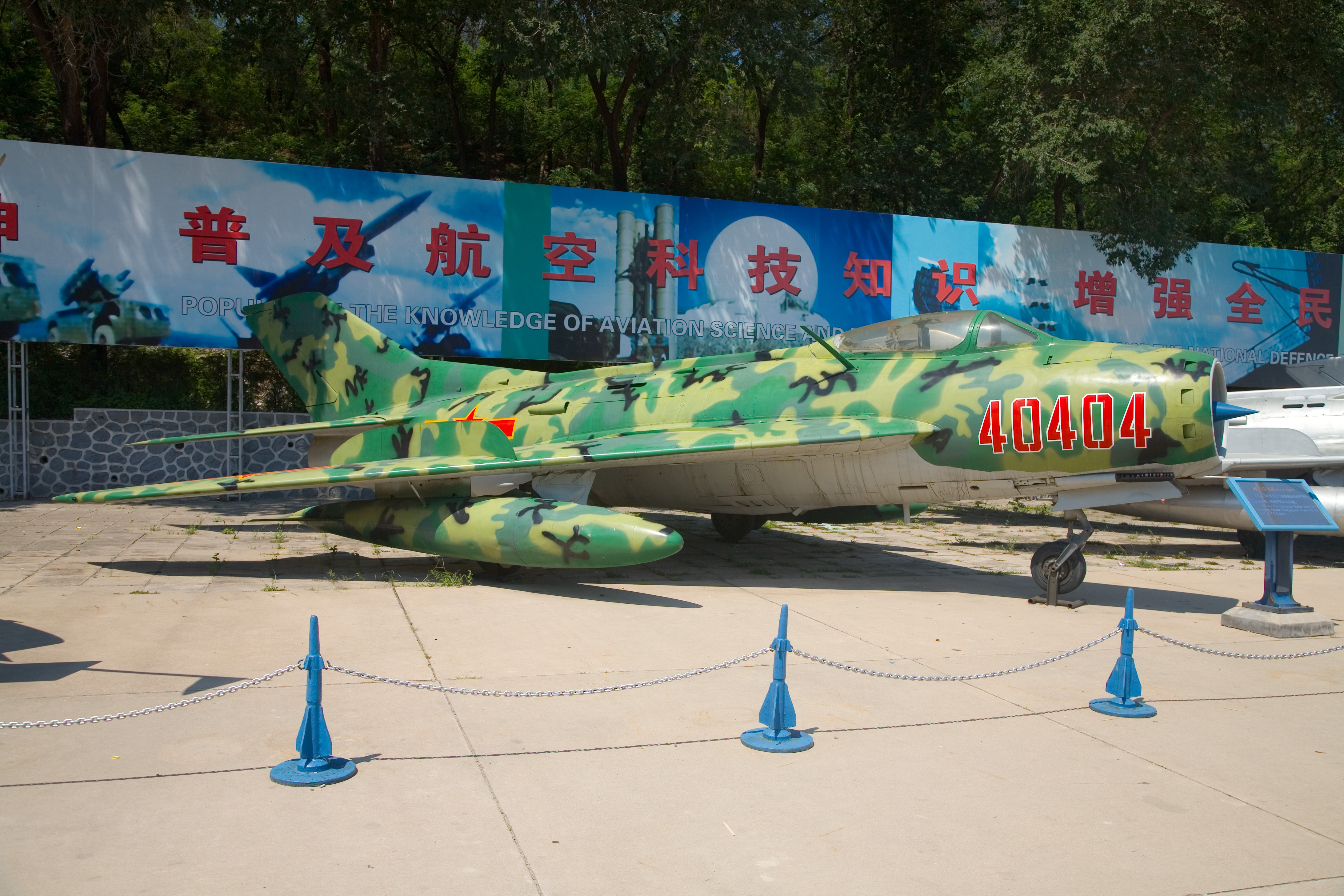
Shenyang J-6II au musée de l'aviation chinoise.

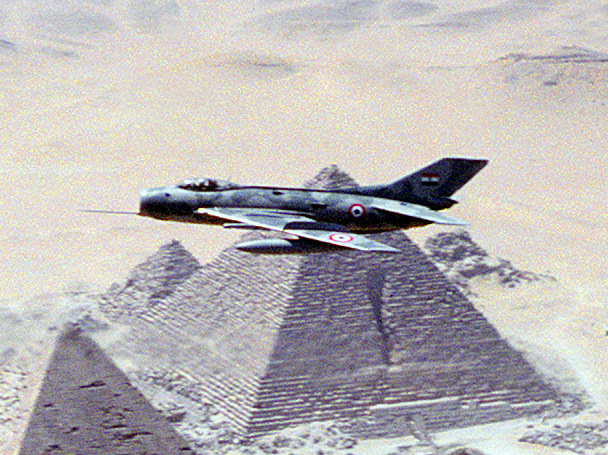
Un MiG-19 de armée de l'air égyptienne survolant les pyramides de Gizeh en 1983.

Chargé de défendre l'espace aérien soviétique, le MiG-19 effectua plusieurs missions d'interception contre des avions intrus. Il est en particulier crédité de la destruction d'un Boeing RB-47H américain le 1er juin 1960 puis d'un Douglas RB-66 au-dessus de la République démocratique allemande le 10 mars 1964,. Par contre, les tentatives contre les Lockheed U-2 restèrent des échecs.
Le MiG-19 a également été utilisé au combat par l'Égypte et la Syrie, notamment contre Israël pendant la guerre des Six Jours durant laquelle de nombreux avions ont été perdus.
Le Shenyang F-6 a été brièvement utilisé par la République démocratique du Viêt Nam lors de la guerre du Viêt Nam. Il a été engagé par le Pakistan lors de la guerre indo-pakistanaise de 1971. Il a enfin participé à divers conflits locaux en Afrique.

## Pays utilisateurs
- Allemagne de l'Est
- Albanie
- Angola
- Bulgarie
- Bangladesh
- République populaire de Chine
- Corée du Nord

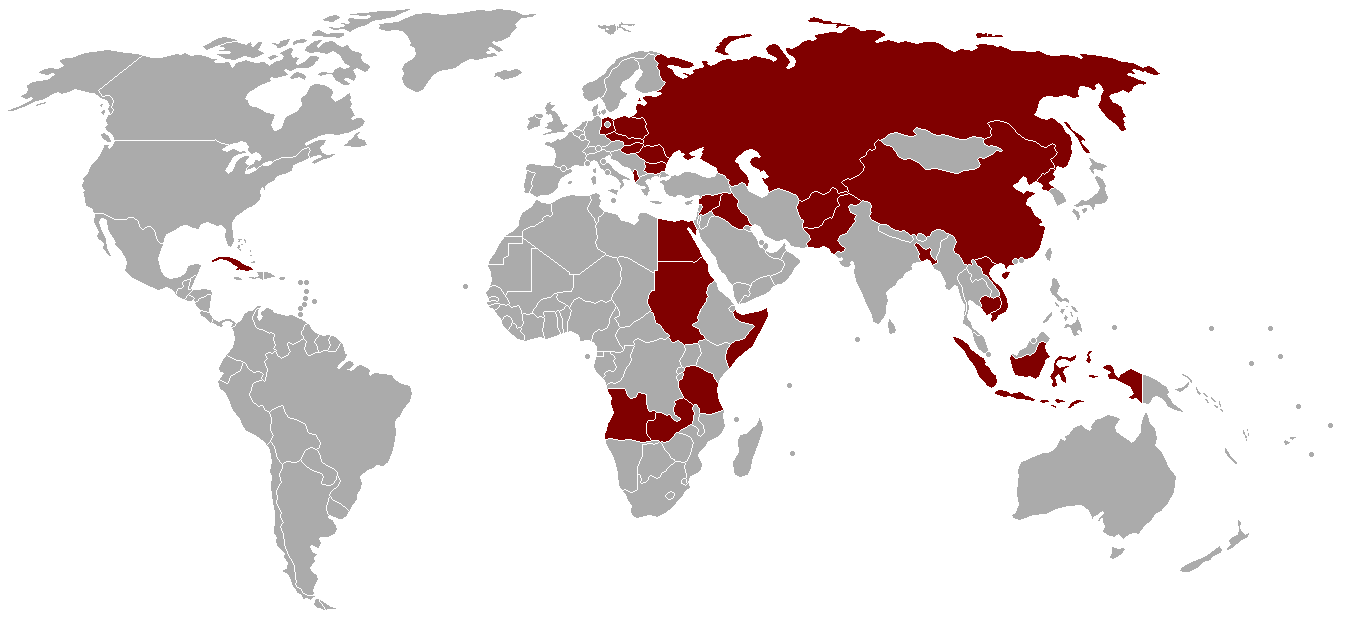
Une diffusion mondiale.

- Cuba : 12 MiG-19P reçus d'URSS à partir de novembre 1961 remplacés en 1966 par des MiG-21PFM[6]
- Égypte
- Éthiopie
- Hongrie
- Indonésie
- Irak
- Pakistan
- Pologne
- Roumanie
- Syrie
- Somalie
- Soudan
- Tanzanie
- Tchécoslovaquie
- Union soviétique

Remarque : cette liste comprend également les pays ayant acheté des F-6 produits en Chine.

### Développement lié
- Mikoyan-Gourevitch MiG-17
- Nanchang Q-5
- Shenyang J-6

### Aéronefs comparables
- Dassault Super Mystère B2
- North American F-100 Super Sabre

### Ordre de désignation
MiG-15 - MiG-17 - MiG-19 - MiG-21 - MiG-23 - MiG-25 - MiG-27 - MiG-29 - MiG-31 - MiG-35